# Monts Groulx
Monts Groulx är en bergskedja i provinsen Québec i Kanada. Den ligger i regionen Côte-Nord, i den östra delen av landet, 900 km nordost om huvudstaden Ottawa.